# إستر إي. بالدوين
إستر إي. بالدوين (بالإنجليزية: Esther E. Baldwin)‏ هي مبشرة أمريكية، ولدت في 8 نوفمبر 1840 في مارلتون في الولايات المتحدة، وتوفيت في 26 فبراير 1910 في بروكلين في الولايات المتحدة.

## حياتها وتعليمها
ولدت إستر في مارلتون، نيو جيرسي، في 8 نوفمبر 1840. كان والدها، القس ماتياس جيرمان، لسنوات عديدة عضوا مشرفا وناجحا في مؤتمر نيو جيرسي السنوي للكنيسة الأسقفية الميثودية. كانت إستر حساسة ومجتهدة. أصبحت بالدوين مسيحية في سن العاشرة، وانضمت إلى كنيسة والديها.